# Трухільйо (штат)
Трухільйо (ісп. Trujillo) — один із 23 штатів Венесуели.
Адміністративний центр штату — місто Трухільйо.
Площа штату — 7 400 км², населення — 711 400 чоловік (2007).

## Муніципалітети штату
- Андрес Белло
- Боконо
- Болівар
- Валера (Валера)
- Канделаріа
- Караче
- Ла Кеїба
- Міранда
- Монте Кармело
- Мотатан
- Пампан
- Пампаніто
- Рафаель Рангель
- Сан Рафаель де Карвахал
- Сукре
- Трухільйо
- Урданета
- Хосе Феліпе Маркез Каньязалес
- Хосе Вінсенте Кампо Еліас
- Ескуку

| Венесуела | Це незавершена стаття з географії Венесуели. Ви можете допомогти проєкту, виправивши або дописавши її. |